# Cronache del 754

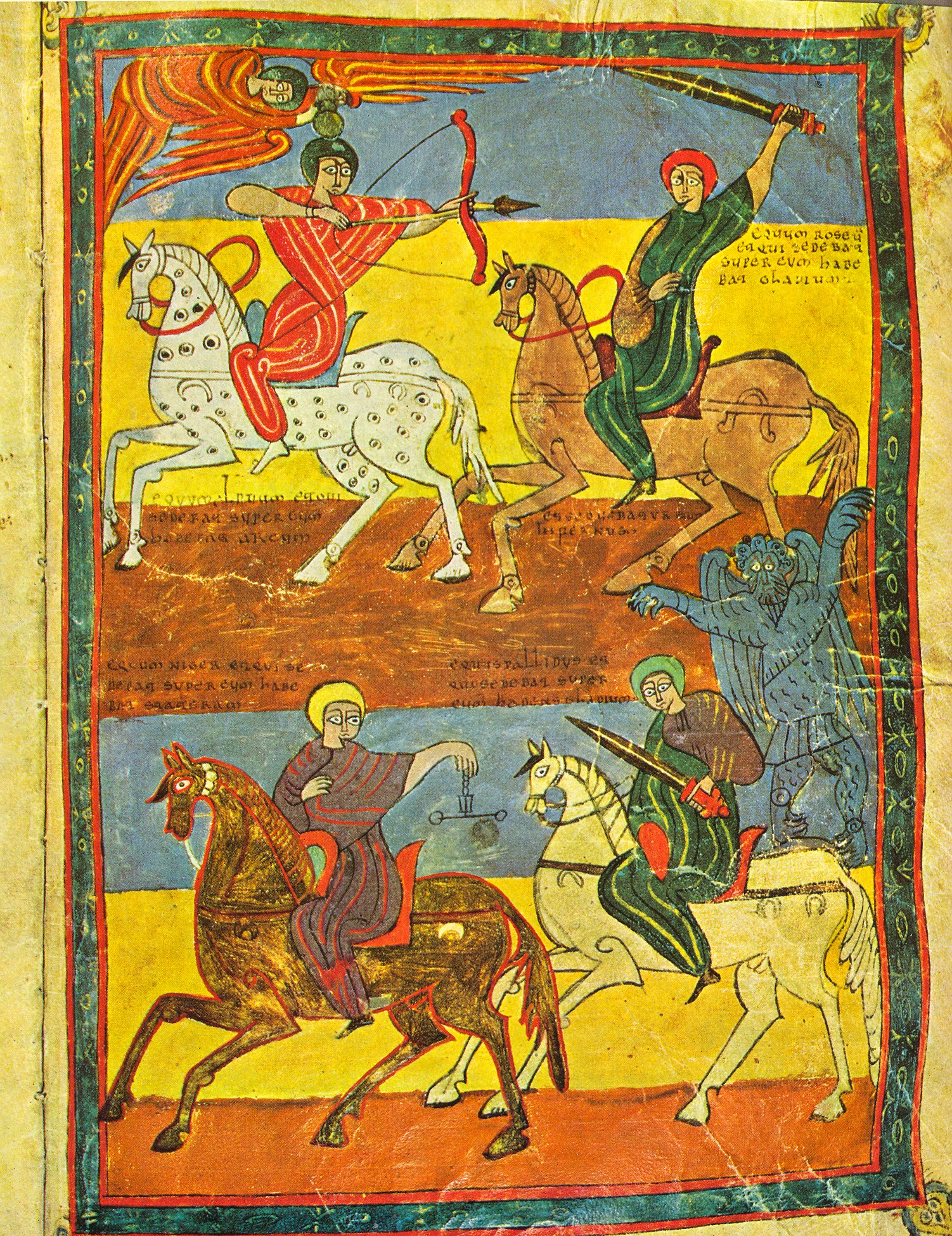
Pergamena conservata nella biblioteca dell'Università di Valladolid, illustrante I quattro cavalieri dell'apocalisse può suggerire che fossero vestiti in abiti mediorientali.

Le Cronache del 754 (note anche come Cronache mozarabiche o Continuatio Hispana) sono una raccolta storica, in 95 sezioni, in lingua latina, scritta nel 754 in una zona della Spagna sotto il domino arabo. Le Cronache  contengono il primo riferimento in latino agli "Europei" (europenses), di cui si dice che abbiano sconfitto i Saraceni nella battaglia di Tours del 732.

## Autore
Il compilatore fu un cronista anonimo mozarabico (cristiano), che visse sotto il dominio arabo in una parte imprecisata della penisola iberica. Dal XVI secolo venne attribuito a un vescovo altrimenti sconosciuto, tale Isidoro Pacensis, ma questa attribuzione è ora ampiamente accettata come il risultato di errori. Henry Wace ha spiegato l'origine e la storia fantasma di "Isidoro Pacensis", un vescovo altrimenti non documentato di Pax Julia (moderna Beja, in Portogallo).
Ci sono anche alcune discordie sul luogo in cui venne scritta la Cronaca. Tailhan indicò Cordova come città d'origine. Mommsen fu il primo ad indicare Toledo. Un recente studio di Lopez Pereira rigetta entrambe le tesi indicando una sconosciuta piccola città del sud-est della Spagna.

## L'opera
Le Cronache del 754 vanno dall'anno 610 al 754, per il cui periodo ci sono poche fonti contemporanee a documentazione; alcuni le considerano una delle migliori fonti della storia post-visigota e per la storia delle conquista araba della Spagna e del sud della Francia; essa costituisce la base di Roger Collins, The Arab Conquest of Spain, 711-797 (Blackwell, 1989), la prima opera di storia moderna sull'argomento.
La Cronaca è la continuazione di una storia precedente. Sopravvive in tre manoscritti, di cui il più antico, del IX secolo, è diviso tra la British Library e la  Biblioteca de la Real Academia de la Historia di Madrid. Gli altri manoscritti sono del XIII e XIV secolo.
La Cronaca venne pubblicata, per la prima volta nella sua interezza, a Pamplona nel 1615; venne stampata da Jacques Paul Migne Patr. Lat., vol. 96, p. 1253 sqq. in una edizione critica moderna e tradotta in lingua spagnola da José Eduardo Lopez Pereira. Una traduzione in lingua inglese, di by Kenneth Baxter Wolf, si trova nel suo volume Conquerors and Chroniclers of Early Medieval Spain (Liverpool, 1990).